# Chamillionaire
Chamillionaire, właśc. Hakeem Seriki (ur. 28 listopada 1979 w Waszyngtonie) – amerykański raper pochodzący z Houston, znany też jako King Koopa. Dyrektor generalny wytwórni muzycznej Chamillitary Entertainment.
Jego pierwszy oficjalny album, The Sound of Revenge, wydany w październiku 2005 w USA, osiągnął status platynowej płyty, a pochodzący z niego singiel „Turn It Up” znalazł się w pierwszej dziesiątce Billboardu. Drugi singiel „Ridin'” osiągnął duży sukces i znalazł się na pierwszym miejscu stu najpopularniejszych utworów w Stanach Zjednoczonych. Chamillionaire wydał również dwa albumy z białym raperem znanym jako Paul Wall z którym to współpracował w wytwórni płyt Swishahouse. Jego druga płyta Ultimate Victory została wydana w 2007 roku.
W maju 2010 roku raperowi urodziło się pierwsze dziecko, co było jednym z powodów zatrzymania prac nad jego trzecim solowym albumem pt. Venom. W styczniu 2011 roku muzyk ogłosił rozstanie z wytwórnią Universal. Seriki w marcu 2011 r. wyjawił, że album Venom nigdy nie ujrzy światła dziennego.
14 lutego 2014 roku wraz z wydaniem nowego utworu oznajmił, że pracuje nad nowym albumem Poison

## Dyskografia
Albumy studyjne
- The Sound of Revenge (2005)
- Ultimate Victory (2007)

Minialbumy
- Ammunition (2012)
- Elevate (2013)
- Reignfall (2013)

Wspólne albumy
- Get Ya Mind Correct (2002, z Paul Wallem)
- Controversy Sells (2005, z Paul Wallem)